# Fritz Schorz
Fritz Schorz (* 14. Februar 1889 in Altdorf bei Nürnberg; † 7. Juni 1945) war ein deutscher Verwaltungsjurist und Landrat.

## Leben
Nach dem Studium der Rechtswissenschaften an der Friedrich-Alexander-Universität Erlangen-Nürnberg leistete Fritz Schorz zunächst seinen Militärdienst als Einjährig-Freiwilliger. Nach der ersten juristischen Staatsprüfung mit anschließendem dreijährigen Vorbereitungsdienst (Referendariat), der durch den Kriegseinsatz unterbrochen wurde, legte er im Juni 1920 das Große juristische Staatsexamen ab und erhielt eine Anstellung als Rechtspraktikant bei der Regierung von Mittelfranken, wo er später Assessor wurde. Im Juni 1920 wurde er Bezirksamtmann in Nördlingen. Zum Jahresanfang 1929 wurden ihm Titel und Rang eines Regierungsrats verliehen. 1934 wieder zur Regierung in Mittelfranken zurückgekehrt, wurde er im Jahr darauf Bezirksamtsvorstand  im Bezirksamt Wolfratshausen. In diesem Amt blieb er nur kurze Zeit, denn am 1. November 1936 wurde er zum Bezirksamtsvorstand (ab 1939 Landrat) in Rosenheim ernannt. Dieses Amt übte er bis zu seinem Ausscheiden aus dem bayerischen Staatsdienst am 6. Februar 1942 aus. Schorz wurde in den Reichsdienst übernommen und war als Oberregierungsrat beim Reichsstatthalter in Salzburg eingesetzt. Zum 1. Dezember 1942 ging er auf eigenen Wunsch vorzeitig in den Ruhestand.
Schorz war Mitglied des Alldeutschen Verbandes und kam 1918 zur Deutschnationalen Volkspartei. Zum 1. Mai 1933 trat er der NSDAP (Mitgliedsnummer 2.566.968) bei und war Kreisamtsleiter. Seit dem 1. November Mitglied der SA, war er Referent für weltanschauliche Schulung in Wolfratshausen und zuletzt im Rang eines Sturmführers.